# 長期信用債券
長期信用債券 （ちょうきしんようさいけん）
1. 日本長期信用銀行が発行する金融債の名称。
2. 新生銀行が発行する金融債の名称。本項で詳述。

長期信用債券 （ちょうきしんようさいけん）とは、新生銀行が発行する金融債。旧日本長期信用銀行時代の名称を引き継いでいる。
1年物割引金融債「ワリチョー」、5年物利付金融債「リッチョー」「リッチョーワイド」がある。
「ワリチョー」および「リッチョー」は、2004年10月27日をもって発行を終了した。また、「リッチョーワイド」は、2013年4月27日をもって発行を終了した。
新生銀行は2004年4月1日に長期信用銀行から普通銀行に転換した。本来、普通銀行には金融債の発行が認められていないが、同行は普銀転換に際して金融機関の合併及び転換に関する法律に基づく特別認可により、2014年3月までの発行を認められていた。
なお、金融機関の合併及び転換に関する法律により、普通銀行転換後も金融債の発行が認められたケースとしては、みずほ銀行・みずほコーポレート銀行（旧日本興業銀行。みずほ銀行の財形型を除き現在発行終了）、旧東京三菱銀行（旧東京銀行。現在は発行・償還終了）、あおぞら銀行（旧日本債券信用銀行）の例がある。ただし、普通銀行転換後に開設された店舗での発行・販売は認められない（あおぞら銀行日本橋支店など）。